# 雷文登 (阿肯色州)
雷文登（英語：Ravenden）是一個位於美國阿肯色州勞倫斯縣的城鎮。

## 地理
雷文登的座標為36°14′02″N 91°15′07″W / 36.23389°N 91.25194°W，而該地的平均海拔高度為103米（即338英尺）。

## 人口
根據2020年美國人口普查的數據，雷文登的面積為5.47平方千米，當中陸地面積為5.45平方千米，而水域面積為0.02平方千米。當地共有人口426人，而人口密度為每平方千米77人。